# La Costa Open 1976 - Doppio
Il doppio del torneo di tennis La Costa Open 1976, facente parte della categoria Grand Prix, ha avuto come vincitori Marty Riessen e Roscoe Tanner che hanno battuto in finale Syd Ball e Ray Ruffels con il punteggio di 7–6, 6–1.

## Tabellone

### Legenda
| - Q = Qualificato - WC = Wild card - LL = Lucky loser | - ALT = Alternate - SE = Special Exempt - PR = Protected Ranking | - w/o = Walkover - r = Ritirato - d = Squalificato |

|  | Quarti di finale             | Quarti di finale             | Quarti di finale             | Quarti di finale | Quarti di finale |  |  | Semifinali                  | Semifinali                  | Semifinali                  | Semifinali           | Semifinali           |   |   | Finale                      | Finale                      | Finale                      | Finale | Finale |  |
|  |                              |                              |                              |                  |                  |  |  |                             |                             |                             |                      |                      |   |   |                             |                             |                             |        |        |  |
|  | Peter Fleming Sandy Mayer    | Peter Fleming Sandy Mayer    | Peter Fleming Sandy Mayer    | 7                | 6                |  |  |                             |                             |                             |                      |                      |   |   |                             |                             |                             |        |        |  |
|  | Víctor Pecci Haroon Rahim    | Víctor Pecci Haroon Rahim    | Víctor Pecci Haroon Rahim    | 6                | 4                |  |  | Syd Ball Ray Ruffels        | Syd Ball Ray Ruffels        | Syd Ball Ray Ruffels        | 6                    | 1                    |   |   |                             |                             |                             |        |        |  |
|  | Ion Țiriac Guillermo Vilas   | Ion Țiriac Guillermo Vilas   | Ion Țiriac Guillermo Vilas   | 7                | 7                |  |  | Marty Riessen Roscoe Tanner | Marty Riessen Roscoe Tanner | Marty Riessen Roscoe Tanner | 7                    | 6                    |   |   |                             |                             |                             |        |        |  |
|  | John Andrews Colin Dibley    | John Andrews Colin Dibley    | John Andrews Colin Dibley    | 6                | 6                |  |  |                             |                             |                             |                      |                      |   |   | Marty Riessen Roscoe Tanner | Marty Riessen Roscoe Tanner | Marty Riessen Roscoe Tanner | 7      | 6      |  |
|  | Marty Riessen Roscoe Tanner  | Marty Riessen Roscoe Tanner  | Marty Riessen Roscoe Tanner  | 7                | 6                |  |  |                             |                             | Syd Ball Ray Ruffels        | Syd Ball Ray Ruffels | Syd Ball Ray Ruffels | 6 | 1 |                             |                             |                             |        |        |  |
|  | Syd Ball Ray Ruffels         | Syd Ball Ray Ruffels         | Syd Ball Ray Ruffels         | 6                | 1                |  |  | Ion Țiriac Guillermo Vilas  | Ion Țiriac Guillermo Vilas  | Ion Țiriac Guillermo Vilas  | 4                    | 1                    |   |   |                             |                             |                             |        |        |  |
|  | Ilie Năstase Erik Van Dillen | Ilie Năstase Erik Van Dillen | Ilie Năstase Erik Van Dillen | 7                | 6                |  |  | Peter Fleming Sandy Mayer   | Peter Fleming Sandy Mayer   | Peter Fleming Sandy Mayer   | 6                    | 6                    |   |   |                             |                             |                             |        |        |  |
|  | Butch Walts John Whitlinger  | Butch Walts John Whitlinger  | Butch Walts John Whitlinger  | 6                | 4                |  |  |                             |                             |                             |                      |                      |   |   |                             |                             |                             |        |        |  |